# Вахидов, Пайрав Ахмадович
Вохидов Пайрав Ахмадович (тадж. Воҳидов Пайрав Аҳмадович) — старший тренер МФК «Соро Компания» и главный тренер мужских команд сборной Таджикистана по мини-футболу. Заслуженный тренер РТ(2019).

## Биография
Начал свою профессиональную карьеру в первенстве первой лиги Таджикистана в команде «Сохибкор» из города Душанбе. Но травма не позволила ему остаться в большом футболе, после чего начал работать в мини-футбольных командах города и одновременно временами участвовать в качестве игрока в различных городских и в республиканских турнирах. В 2014 году после получения тренерской лицензии «Level-1», был назначен на должность главного тренера в столичную команду «Хумо». В 2016 году, назначен на пост главного тренера в сборную молодёжную Таджикистана. Но большой успех пришел к нему в 2019 году, после того, как его новая команда «Соро Компания» стала победителем 7-го международного турнира по футзалу на Кубок БК «Олимп» в городе Атырау республики Казахстан. Таким образом став единственной не казахской командой, завоевавший данный титул.. В том же 2019 году, его подопечные впервые приняли участие в Азиатской Лиге Чемпионов по футзалу.
С 1 июня 2021 года, главный тренер национальной сборной Таджикистана. Обладатель тренерской лицензии Level -1,2,3 Азиатской футбольной конфедерации.

## Достижения
- Чемпион ПФЛТ: 2018[6], 2019, 2021[7], 2022.
- Вице-чемпион ПФЛТ: 2017, 2020, 2023
- Победитель Кубка Таджикистана по футзалу: 2020, 2021[7],2022, 2023.
- Победитель Суперкубка Таджикистана по футзалу: 2021[8], 2022, 2023.
- Победитель международного турнира Кубок БК «Олимп»: 2019.
- Лучший тренер Таджикистана: 2018, 2019, 2021, 2022.